# Försvunna människor
Försvunna människor är en svensk dramaserie skriven av Ulf Rydberg och regisserad av Tova Magnusson. Serien hade premiär på SVT 2022 och består av sex avsnitt.

## Handling
Handlingen följer Erwin, en lastbilschaufför som smugglar en grupp flyktingar och får hantera konsekvenserna av sina val.

## Rollista
- Peter Viitanen – Erwin / Ervin Linnas
- Ville Virtanen – Lunt / Rainer Lunt
- Sandra Stojiljkovic – Anja / Anja Kovacs
- Vilhelm Blomgren – Teo
- Miriam Ingrid – Sonja / Sonja Linnas
- Adel Darwish – Ahmed
- Cilla Thorell – Lydia Lunt
- Odin Romanus – Adrian
- Iwar Wiklander – Aksel Linnas
- Emma Österlöf – Jenny Lunt
- Ingela Olsson – Märta Aronsson
- Maja Rung – Judit
- Shaniaz Hama Ali – Mouna
- Nawar Hermiz – Tarek
- Josefin Neldén – Malin
- Eric Ericson – Jonas
- Ylva Olaison – Fanny sköterska
- Felicia Löwerdahl – Marie
- Bianca Cruzeiro –  Isabella intensivläkare
- Mia Eriksson – Rebecka
- Oliver Mårback – Nils
- Elmira Arikan – Emilia / Nattsköterskan Emilia
- Carina M. Johansson – Advokat Linder / Jurist
- Pär Luttropp – Polis reception
- Hanna Alem-Davidson – Rani undersköterska
- Fredrik Evers – Ferm
- Robin Stegmar – Akutläkare
- Ramtin Parvaneh – Omar
- Josephine Bauer – Lisa Bergman
- Karin de Frumerie – Katrin
- Johan Gry – Sjukhusdirektör
- Christian Bitar – Hafes
- Selma Glasell – Akutsköterska
- Anna Harling – Lena
- Jonatan Qahoush – Ismael
- Jonas Jörgensen – Brandman
- Nikolai vin Schlippenbach – Boris
- Kristina Issa – Sirins Mamma